# 馬嶋千佳子
馬嶋 千佳子（まじま ちかこ、7月23日 - ）は、日本の女性声優。PINES所属。山口県下関市出身。現在の芸名は千佳。

## 出演作品
※太字は、主役・メインキャラクター

### TV・アテレコ
- オー!マイキー（テレビ東京）（マイキー、川北覚）
- ふくおか偉人ものがたり（J：COM）（にわかちゃん）
- 福岡県最新住宅情報（FBS）（リポーター）

### ナレーション
- きん☆すた（NHK九州・沖縄）（ナレーション）
- 九州沖縄スペシャル ただいま!（NHK福岡）
- 熱血オヤジバトル
- ふくおかにLINK  (TNC)(ナレーション)

- ロンプク☆淳  (KBC)(ナレーション)

### CMナレーション
- 福岡県産米・夢つくし
- アサヒソーラー（エコピー）
- 東京ガス（マイキー）
- ファニチャードーム（マイキー）
- 福岡市市長選挙
- 雲仙普賢岳災害記念館
- マリンワールド
- スペースワールド
- うみたまご
- KKB
- 電気事業連合会
- 釣りのポイント
- 竹下製菓
- ソラリアステージ
- マリノアシティ福岡
- 高松天満屋
- 宮崎太陽銀行
- MKレストラン
- 山村不動産開発
- 信和不動産（CM歌唱）
- さがびより

### VPナレーション
- 九州電力
- 福岡市療育センター
- 海水淡水化施設まみずピア
- ウベハウステクニカルホール
- 北松北部クリーンセンター汚泥再処理施設
- 都城北諸リサイクルプラザ
- 玄海エネルギーパーク
- 佐賀女子短期大学
- 九州うまかもん（ナレーション&歌唱）

### DVD
- うごく絵本シリーズ・チルビー「ヤドカシ不動産」（ナレーション）
- サバイとピリィふたりのたんじょうび（ピリィ）

### 舞台出演
- 劇団コーロ作品
  - 天満のとらやん
  - ベンガル虎の少年は・・・
  - まよいねこの森
  - 誰が石を投げたのか